# سالی بازبی
سالی استرف بازبی روزنامه‌نگار آمریکایی و سردبیر اجرایی سابق واشینگتن پست بود.
قبل از پیوستن به واشینگتن پست، بازبی برای بیش از سه دهه در آسوشیتدپرس کار کرد، وی در چهار سال و نیم آخر دوران تصدی خود به عنوان سردبیر اجرایی و معاون ارشد آسوشیتدپرس خدمت کرد.

## دوران اولیه زندگی و تحصیل
سالی استرف در والا والا، واشینگتن به دنیا آمد. او قبل از فارغ‌التحصیلی از دبیرستان در اولاته، کانزاس، در منطقه خلیج سان فرانسیسکو و حومه دالاس زندگی کرد. سالی مدرک لیسانس خود را از دانشگاه کانزاس گرفت و در سال ۱۹۸۸ به آسوشیتدپرس پیوست. او کارشناسی ارشد بازرگانی خود را از دانشگاه جورج تاون به دست آورد.

## فعالیت‌حرفه‌ای
بازبی کار خود را با آسوشیتدپرس به عنوان گزارشگر در توپیکا، کانزاس و سن دیگو آغاز کرد. او بعداً به‌عنوان سردبیر منطقه خاورمیانه این سازمان، مستقر در قاهره، کار کرد. او به ایالات متحده بازگشت تا در انتخابات ۲۰۱۲ و ۲۰۱۶ رئیس دفتر AP در واشینگتن باشد. در سال ۲۰۱۷، بازبی معاون ارشد و سردبیر آسوشیتدپرس شد.
وقتی بازبی در اول ژوئن ۲۰۲۱ سردبیر اجرایی واشینگتن پست شد، او اولین سردبیر زن این روزنامه به‌شمار می‌رفت. بازبی در مصاحبه‌ای در نوامبر ۲۰۲۱ با کارا سویشر گفت هیچگاه استقلال روزنامه‌نگاری وی در واشینگتن پست از جانب جف بیزوس مالک میلیاردر آن در طول فرایند استخدام «مورد سؤال قرار نگرفت» اما در ژانویه ۲۰۲۴ پس از اینکه سر ویلیام لوئیس مدیرعامل و ناشر واشینگتن پست شد، او به بازبی فشار آورد تا داستان‌های نامطلوب دربارهٔ او پخش نکند. اما بازبی به‌طور ناگهانی در ۲ ژوئن ۲۰۲۴ «در میان یک تغییر گسترده‌تر» کنار رفت.

## جوایز
- جایزه ویلیام آلن وایت ۲۰۱۹[۱۲][۱۳]
- فهرست «باداس ۵۰» ۲۰۲۱.[۱۴][۱۵]

## زندگی شخصی
سالی استرف با جان بازبی که به عنوان افسر خدمات خارجی و متخصص خاورمیانه خدمت می‌کرد ازدواج کرد. جان بازبی در ۱۵ سپتامبر ۲۰۱۶ در سن ۵۰ سالگی بر اثر سرطان روده بزرگ درگذشت.